# Stand Up (album Right Said Fred)
Stand Up – piąty album studyjny brytyjskiego zespołu muzycznego Right Said Fred, wydany w 2002 roku przez King Size Records i BMG Berlin Musik GmbH.

## Lista utworów
Źródło: Discogs
| Nr  | Tytuł                             |
| --- | --------------------------------- |
| 1.  | „Stand Up (For the Champions)”    |
| 2.  | „Bombay Moon”                     |
| 3.  | „I Love You But I Don't Like You” |
| 4.  | „Something in Your Eyes”          |
| 5.  | „Jesus Is a Clubber”              |
| 6.  | „Summertime Fools”                |
| 7.  | „Popsong”                         |
| 8.  | „Under a Simpsons’ Sky”           |
| 9.  | „Fräulein Wunderbar”              |
| 10. | „Jubilee”                         |
| 11. | „Night Night”                     |

## Notowania na listach sprzedaży
| Kraj    | Lista (2002)   | Najwyższa pozycja |
| ------- | -------------- | ----------------- |
| Niemcy  | Albums Top 100 | 9                 |
| Austria | Alben Top 75   | 29                |